# Freie Arbeiter-Union
La Freie Arbeiter-Union (FAU), de nombre completo Freie Arbeiterinnen- und Arbeiter Union, es un sindicato de Alemania fundado en 1977 y tiene miembros en casi todos los estados alemanes y grupos grandes en Berlín, Hamburgo, Fráncfort del Meno y Hannover, en total casi 40 grupos locales. 

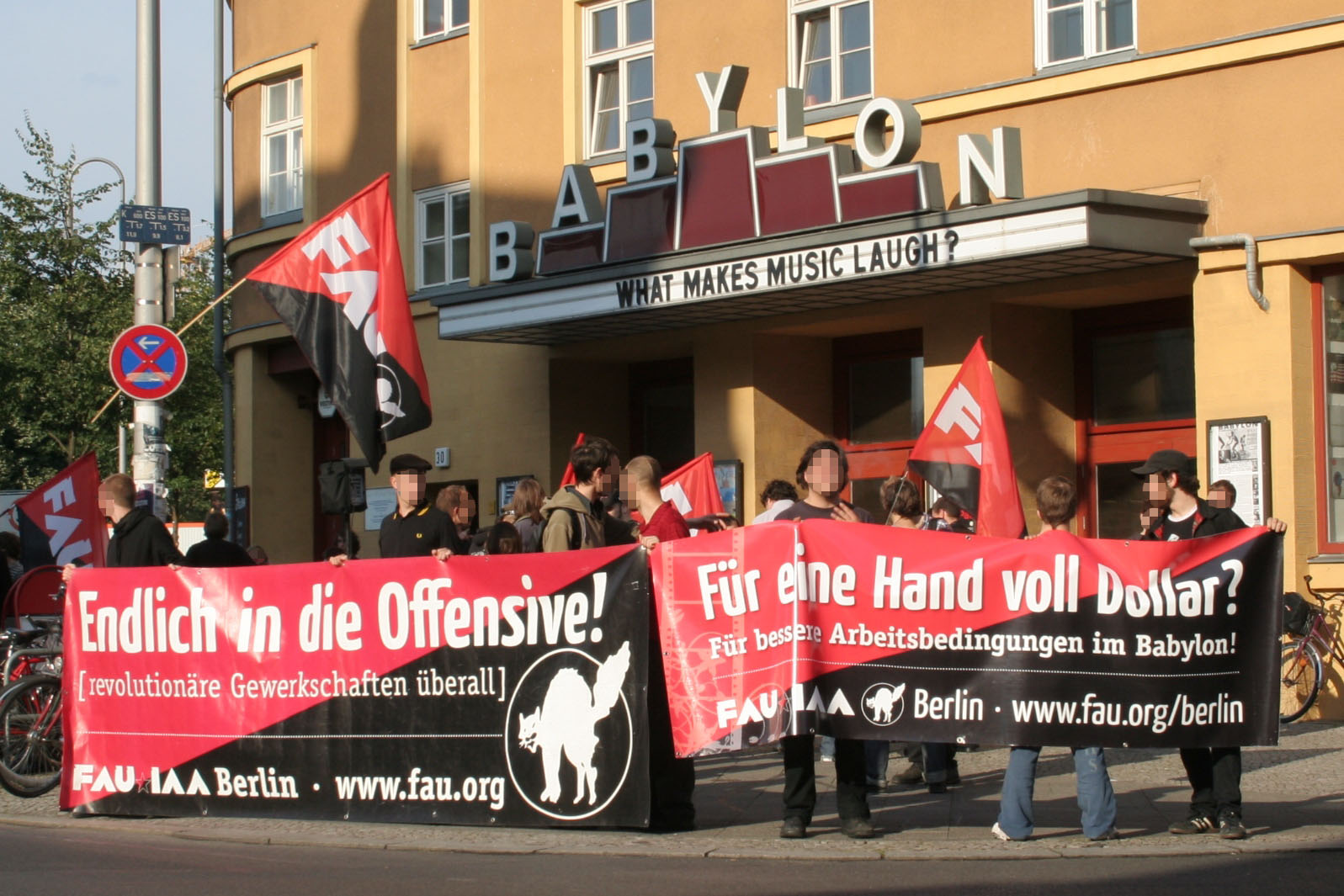
Manifestantes de la FAU

Es una organización anarcosindicalista, que tiene estatutos y principios federalistas y de autoorganización. La FAU no quiere ser un agente de asistencia pública al servicio del capitalismo. 
Todas las decisiones llegan de la base, de los grupos locales. En algunas ciudades, hacen luchas laborales. En otra ciudades se organizan en institutos de educación como "Bildungssyndikat". La FAU tiene los siguientes objetivos: lucha de clases, solidaridad y protección con los miembros, transmitir educación y actividades como un movimiento cultural. El periódico "Direkte Aktion" (DA) aparece cada dos meses con 16 páginas. Los grupos locales producen muchos folletos y libros, que se venden por mediación del "FAU-Materialienvertrieb" (FAU-MAT) o del "Syndikat A".

## Internacional
La orientación generalmente es internacionalista, porque el anarcosindicalismo es un movimiento de todos los trabajadores contra el capitalismo/Estado internacional. La FAU fue una sección local de la AIT hasta 2016. En la actualidad forma parte de la Confederación Internacional del Trabajo. La FAU o algunos grupos locales mantienen contactos con organizaciones fuera de la CIT, por ejemplo la Sveriges Arbetares Centralorganisation (SAC) en Suecia o la Confédération Nationale du Travail (CNT) en Francia. La FAU organizó la Conferencia de Solidaridad Internacional 2002 en Essen (International Solidarity Conference - I 02"), con participación de grupos sindicales de todo el mundo.

## Artículo español sobre FAU
- Helge Döhring: FAU 2009: Anarcosindicalismo en Alemania (I), en: CNT - periódico del Confédéracion National del Trabajo (CNT), n.º 355, abril de 2009, p. 14/15
- Helge Döhring: FAU 2009: Anarcosindicalismo en Alemania (II), en: CNT - periódico del Confédéracion National del Trabajo (CNT), n.º 356, mayo de 2009, p. 12/13  (enlace roto disponible en Internet Archive; véase el historial, la primera versión y la última).

- Datos: Q314177
- Multimedia: Freie Arbeiter*innen-Union / Q314177